# Kleine veenbes
Kleine veenbes (Vaccinium oxycoccos, synoniem: Oxycoccus palustris) is een soort uit de heidefamilie (Ericaceae).

## Determinatie
Kleine veenbes wordt 15–50 cm hoog. Het is een kruipende of overhangende plant met dunne stengels. De bladeren zijn 4–8 mm lang en hebben een omgerolde rand. De onderkant is blauwgroen. De soort bloeit in Nederland in mei en juni met 1–4 roze bloemen in een bloemtros. De bloemkroon is teruggeslagen, waardoor de fijnbehaarde paarse stampers duidelijk zichtbaar zijn. 
De eetbare bes is rood, soms wit en smaakt iets friszuur.

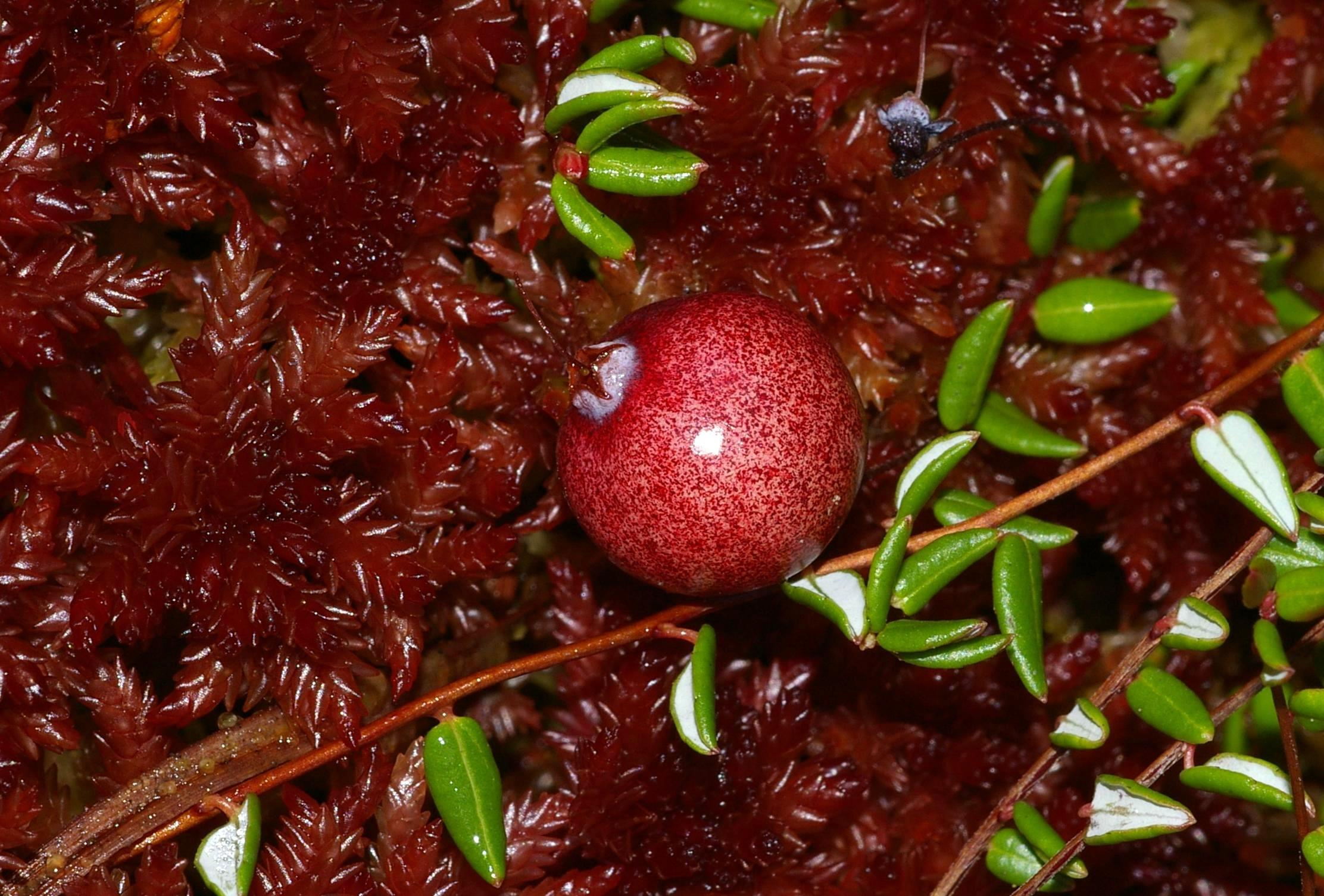
Vrucht

## Ecologie
Kleine veenbes groeit op natte, oligotrofe, zure standplaatsen tussen veenmossen in levend hoogveen en in verlandende (heide)vennen.

### Syntaxonomie
Kleine veenbes staat te boek als kensoort voor het dophei-verbond en voor de hoogveenmos-orde.

## Verspreiding
Het verspreidingsgebied van kleine veenbes strekt zich uit over het noordelijk halfrond in gebieden met een koel klimaat.  In Nederland is de soort zeldzaam. Alhier ligt haar zwaartepunt in Drenthe; verder wordt ze nog het meest aangetroffen in de Achterhoek, het oosten van Noord-Brabant en het noorden van Limburg. Kleine veenbes staat op de Belgische Rode lijst van planten als zeldzaam tot zeer zeldzaam.

## Taxonomie
Vroeger werd de soort ingedeeld in het geslacht veenbes (Oxycoccus).